# Jermaine Kearse
Jermaine Kearse (Lakewood, 6 febbraio 1990) è un ex giocatore di football americano statunitense che ha militato nel ruolo di wide receiver nella National Football League (NFL). Dopo non essere stato scelto nel Draft NFL 2012 firmò coi Seattle Seahawks. Al college ha giocato a football all’Università di Washington.

## Carriera professionistica

### Seattle Seahawks
Dopo non essere stato scelto nel Draft 2012, Kearse firmò coi Seattle Seahawks. Il suo debutto da professionista avvenne nella settimana 9 come titolare contro i Minnesota Vikings in cui ricevette un passaggio da 6 yard. Nella sua prima stagione regolare disputò sette partite (una come titolare) terminando con 3 ricezioni per 31 yard.
Nella prima gara della stagione 2013, vinta contro i Carolina Panthers, Kearse partì come titolare, ricevendo 2 passaggi per 49 yard, incluso il primo touchdown in carriera, su una spettacolare ricezione da 43 yard nel quarto periodo. Il secondo touchdown lo segnò nella settimana 5 contro gli Indianapolis Colts in cui bloccò anche un punt che diede origine ad una safety. Il terzo TD stagionale Kearse lo segnò nella vittoria in rimonta della settimana 9 contro i Tampa Bay Buccaneers e il quarto la settimana successiva nella netta vittoria sugli Atlanta Falcons, gara in cui compì un paio di spettacolari ricezioni su passaggi di Russell Wilson.
Il 19 gennaio 2014, nella finale della NFC, i Seahawks in casa batterono gli odiati rivali di division dei 49ers qualificandosi per il secondo Super Bowl della loro storia. In quella sfida, Kearse fu decisivo ricevendo un touchdown da 35 yard da Wilson nel secondo tempo su una situazione di quarto down & sette. Il 2 febbraio 2014, nel Super Bowl XLVIII contro i Denver Broncos, Seattle dominò dall'inizio alla fine della partita, vincendo per 43-8. Jermaine si laureò campione NFL ricevendo 4 passaggi per 65 yard e segnando un touchdown.
L'unico touchdown della stagione regolare 2014, Kearse lo segnò nella vittoria del Monday Night Football della settimana 5 sui Washington Redskins. La sua annata si chiuse con i nuovi primati personali in ricezioni (38) e yard ricevute (538, secondo in squadra dietro Doug Baldwin) in 15 partite, tutte tranne una come titolare. Il 10 gennaio 2015. nel secondo turno di playoff, Seattle ospitò i Panthers battendoli per 31-17 e qualificandosi per la finale della NFC, col giocatore che guidò la sua squadra con 129 yard ricevute e un touchdown con una ricezione a una mano su un passaggio da 63 yard che fu il più lungo della storia della franchigia nei playoff. Otto giorni dopo aiutò i Seahawks a ribaltare uno svantaggio di 19-7 a cinque minuti dal termine contro i Packers, andando a vincere ai supplementari grazie al suo touchdown su ricezione da 35 yard, qualificandosi per il secondo Super Bowl consecutivo, poi perso contro i New England Patriots per 28-24.
Il primo touchdown del 2015, Kearse lo segnò nel quinto turno in casa dei Bengals. Nella partita della settimana 12, vinta contro gli Steelers, segnò per la prima volta due TD nella stessa gara. Nella settimana 15 guidò la squadra con un massimo stagionale di 110 yard ricevute nella vittoria sui Browns in cui Seattle ottenne la quarta qualificazione ai playoff consecutiva. Nell'ultimo turno della stagione regolare segnò il suo quinto touchdown nella vittoria sui Cardinals, un nuovo primato personale. La sua annata si chiuse al secondo posto della squadra dietro a Doug Baldwin con 685 yard ricevute, disputando per la prima volta tutte le 16 partite come titolare. Nel divisional round dei playoff guidò Seattle con 110 yard ricevute e 2 touchdown ma la squadra fu eliminata dai Panthers.

### New York Jets

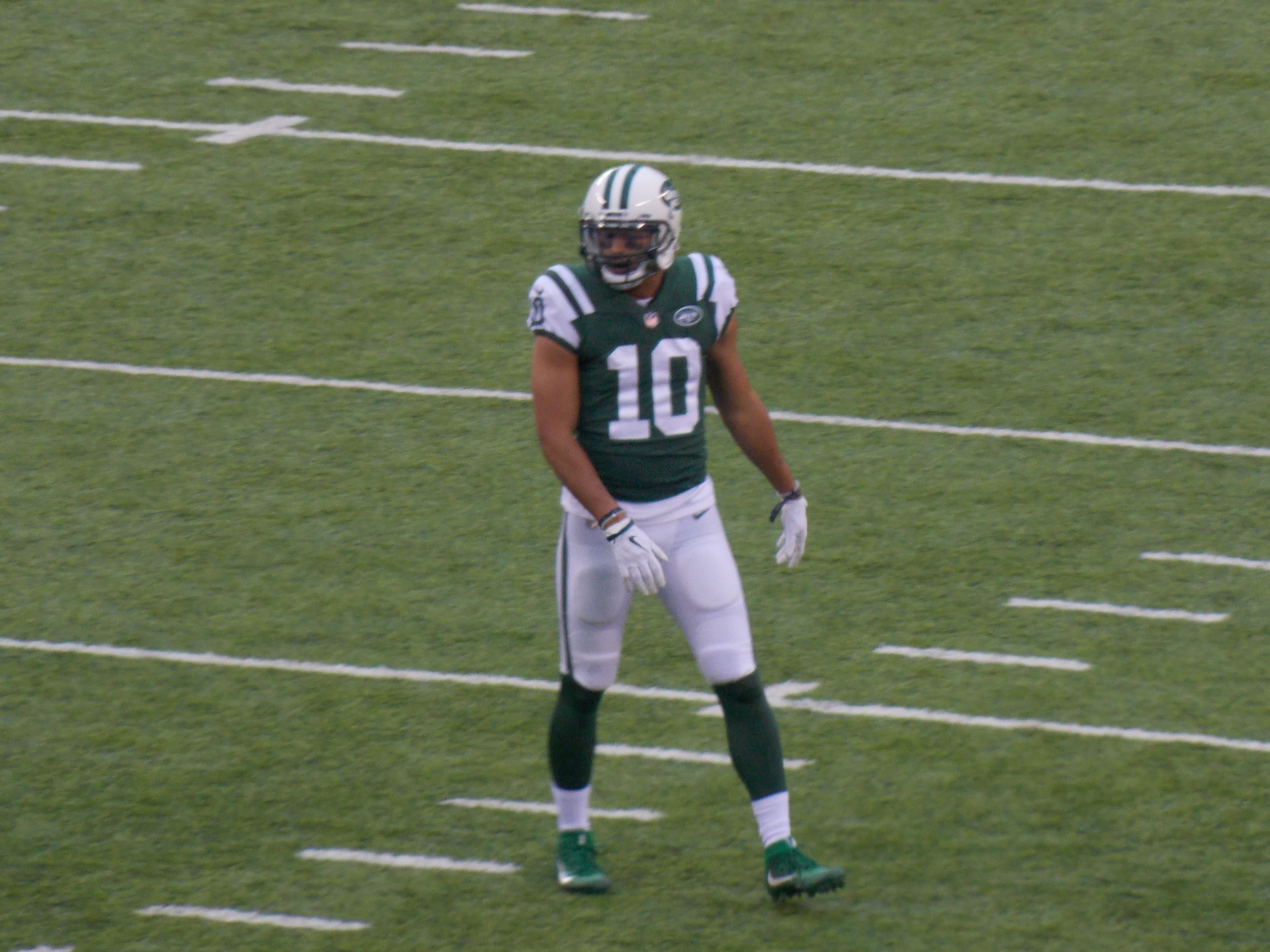
Kearse coi Jets il 3 dicembre 2017

Il 1º settembre 2017, Kearse fu scambiato con i New York Jets assieme a una scelta del secondo o del terzo giro del draft 2018 per il defensive tackle Sheldon Richardson. I primi due touchdown con la nuova maglia li segnò nel secondo turno su passaggio di Josh McCown.

### Detroit Lions
Il 6 giugno 2019 Kearse firmò con i Detroit Lions.
Il 29 settembre 2020 Kearse annunciò il ritiro.

## Palmarès

### Franchigia
- Super Bowl : 1

Seattle Seahawks: Super Bowl XLVIII
- National Football Conference Championship: 2

Seattle Seahawks: 2013, 2014